# Liste des monuments historiques de Maine-et-Loire (sud)
Cet article recense les monuments historiques du sud de Maine-et-Loire, en France.

## Liste
Cette liste comprend les communes des arrondissements de Cholet et Saumur, correspondant à peu près au sud et à l'est du département.
Du fait du nombre de protections à Saumur, la commune dispose d'une liste à part : voir la liste des monuments historiques de Saumur
- Haut – A
- B
- C
- D
- E
- F
- G
- H
- I
- J
- K
- L
- M
- N
- O
- P
- Q
- R
- S
- T
- U
- V
- W
- X
- Y
- Z

| Monument                                                  | Commune                  | Adresse                                                               | Coordonnées                        | Notice         | Protection                                    | Date                | Illustration                                          |
| --------------------------------------------------------- | ------------------------ | --------------------------------------------------------------------- | ---------------------------------- | -------------- | --------------------------------------------- | ------------------- | ----------------------------------------------------- |
| Château du Bellay                                         | Allonnes                 |                                                                       | 47° 18′ 14″ nord, 0° 01′ 05″ est   | « PA00135542 » | Inscrit                                       | 1995                | Château du Bellay                                     |
| Dolmen du Griffier                                        | Antoigné                 |                                                                       | 47° 05′ 43″ nord, 0° 08′ 29″ ouest | « PA00108946 » | Inscrit                                       | 1984                | Dolmen du Griffier                                    |
| Église Saint-Pierre d'Artannes-sur-Thouet                 | Artannes-sur-Thouet      |                                                                       | 47° 11′ 54″ nord, 0° 05′ 36″ ouest | « PA00108948 » | Classé                                        | 1984                | Église Saint-Pierre d'Artannes-sur-Thouet             |
| Château d'Aubigné                                         | Aubigné-sur-Layon        |                                                                       | 47° 12′ 49″ nord, 0° 27′ 42″ ouest | « PA00108949 » | Inscrit                                       | 1930 1931 1991      | Château d'Aubigné                                     |
| Église Saint-Denis                                        | Aubigné-sur-Layon        |                                                                       | 47° 12′ 46″ nord, 0° 27′ 42″ ouest | « PA00109423 » | Classé                                        | 1993                | Église Saint-Denis                                    |
| Château de Baugé                                          | Baugé-en-Anjou           | Baugé                                                                 | 47° 32′ 29″ nord, 0° 06′ 07″ ouest | « PA00108956 » | Classé                                        | 1961                | Château de Baugé                                      |
| Couvent des Bénédictines                                  | Baugé-en-Anjou           | 7-13 rue de la Croix-Verte 12 rue de l'Official Baugé                 | 47° 32′ 36″ nord, 0° 06′ 14″ ouest | « PA49000010 » | Inscrit                                       | 1997                | Couvent des Bénédictines                              |
| Église Saint-Pierre-et-Saint-Laurent de Baugé             | Baugé-en-Anjou           | Baugé                                                                 | 47° 32′ 30″ nord, 0° 06′ 19″ ouest | « PA00108957 » | Classé                                        | 1979                | Église Saint-Pierre-et-Saint-Laurent de Baugé         |
| Hôtel des Cèdres                                          | Baugé-en-Anjou           | 1 rue Guérin-de-Fontaine Baugé                                        | 47° 32′ 26″ nord, 0° 06′ 36″ ouest | « PA00108958 » | Classé Inscrit                                | 1984                | Hôtel des Cèdres                                      |
| Hôtel Mabille-Duchêne                                     | Baugé-en-Anjou           | 57 rue Georges-Clemenceau Baugé                                       | 47° 32′ 38″ nord, 0° 06′ 19″ ouest | « PA00109447 » | Inscrit                                       | 1992                | Hôtel Mabille-Duchêne                                 |
| Hôtel Maillard                                            | Baugé-en-Anjou           | 12 rue de la Chaussée Baugé                                           | 47° 32′ 31″ nord, 0° 06′ 11″ ouest | « PA00125641 » | Inscrit                                       | 1995                | Hôtel Maillard                                        |
| Hôtel particulier                                         | Baugé-en-Anjou           | 15 rue de l'Église Baugé                                              | 47° 32′ 30″ nord, 0° 06′ 21″ ouest | « PA00109438 » | Inscrit                                       | 1991                | Hôtel particulier                                     |
| Hôtel-Dieu                                                | Baugé-en-Anjou           | Rue Anne-de-Melun rue du Docteur-Zamenhof Baugé                       | 47° 32′ 37″ nord, 0° 05′ 59″ ouest | « PA00109414 » | Inscrit Classé                                | 1990 1993           | Hôtel-Dieu                                            |
| Palais de justice                                         | Baugé-en-Anjou           | Baugé                                                                 | 47° 32′ 28″ nord, 0° 06′ 04″ ouest | « PA00108959 » | Inscrit                                       | 1986                | Palais de justice                                     |
| Château de Parpacé                                        | Baugé-en-Anjou           | Bocé                                                                  | 47° 30′ 11″ nord, 0° 06′ 13″ ouest | « PA00125642 » | Inscrit                                       | 1993                | Image manquante Téléverser                            |
| Église Saint-Martin-de-Vertou de Bocé                     | Baugé-en-Anjou           | Bocé                                                                  | 47° 30′ 22″ nord, 0° 04′ 59″ ouest | « PA00108977 » | Classé                                        | 1930                | Église Saint-Martin-de-Vertou de Bocé                 |
| Château de Chartrené                                      | Baugé-en-Anjou           | Chartrené                                                             | 47° 29′ 28″ nord, 0° 07′ 33″ ouest | « PA00109030 » | Inscrit                                       | 1968                | Château de Chartrené                                  |
| Église Saint-Maurice de Chartrené                         | Baugé-en-Anjou           | Chartrené                                                             | 47° 29′ 30″ nord, 0° 07′ 33″ ouest | « PA00109031 » | Inscrit                                       | 1972                | Église Saint-Maurice de Chartrené                     |
| Presbytère de Chartrené                                   | Baugé-en-Anjou           | Chartrené                                                             | 47° 29′ 31″ nord, 0° 07′ 33″ ouest | « PA00109032 » | Inscrit                                       | 1984                | Presbytère de Chartrené                               |
| Église Saint-Médard de Cheviré-le-Rouge                   | Baugé-en-Anjou           | Cheviré-le-Rouge                                                      | 47° 35′ 43″ nord, 0° 11′ 03″ ouest | « PA00109049 » | Classé                                        | 1966                | Église Saint-Médard de Cheviré-le-Rouge               |
| Château de Clefs                                          | Baugé-en-Anjou           | Clefs                                                                 | 47° 37′ 38″ nord, 0° 04′ 12″ ouest | « PA49000017 » | Inscrit                                       | 1998                | Château de Clefs                                      |
| Église Saint-Évroul de Cuon                               | Baugé-en-Anjou           | Cuon                                                                  | 47° 28′ 44″ nord, 0° 06′ 04″ ouest | « PA00109070 » | Classé                                        | 1914                | Église Saint-Évroul de Cuon                           |
| Église Saint-Martin d'Échemiré                            | Baugé-en-Anjou           | Échemiré                                                              | 47° 33′ 04″ nord, 0° 10′ 10″ ouest | « PA00109094 » | Classé                                        | 1969                | Église Saint-Martin d'Échemiré                        |
| Pierre du Coq                                             | Baugé-en-Anjou           | Bois des Moulinés Échemiré                                            | 47° 33′ 17″ nord, 0° 08′ 19″ ouest | « PA00109095 » | Classé                                        | 1979                | Pierre du Coq                                         |
| Château de Gatine                                         | Baugé-en-Anjou           | Fougeré                                                               | 47° 37′ 06″ nord, 0° 08′ 48″ ouest | « PA00135548 » | Inscrit                                       | 1995                | Image manquante Téléverser                            |
| Église Saint-Étienne de Fougeré                           | Baugé-en-Anjou           | Fougeré                                                               | 47° 37′ 39″ nord, 0° 08′ 58″ ouest | « PA00109115 » | Classé                                        | 1969                | Église Saint-Étienne de Fougeré                       |
| Logis de Vendanger                                        | Baugé-en-Anjou           | Le Guédeniau                                                          | 47° 28′ 07″ nord, 0° 02′ 13″ ouest | « PA00135549 » | Inscrit                                       | 1995                | Image manquante Téléverser                            |
| Église Saint-Eutrope de Montpollin                        | Baugé-en-Anjou           | Montpollin                                                            | 47° 35′ 08″ nord, 0° 06′ 16″ ouest | « PA00109194 » | Inscrit                                       | 1963                | Église Saint-Eutrope de Montpollin                    |
| Dolmen de Pierre Couverte                                 | Baugé-en-Anjou           | Pontigné                                                              | 47° 33′ 02″ nord, 0° 04′ 16″ ouest | « PA00109233 » | Classé                                        | 1910                | Dolmen de Pierre Couverte                             |
| Église Saint-Denis de Pontigné                            | Baugé-en-Anjou           | Pontigné                                                              | 47° 32′ 52″ nord, 0° 02′ 27″ ouest | « PA00109234 » | Classé                                        | 1862                | Église Saint-Denis de Pontigné                        |
| Château de Sancé                                          | Baugé-en-Anjou           | Saint-Martin-d'Arcé                                                   | 47° 35′ 09″ nord, 0° 06′ 02″ ouest | « PA00109275 » | Classé Inscrit                                | 1964                | Image manquante Téléverser                            |
| Église Saint-Quentin de Saint-Quentin-lès-Beaurepaire     | Baugé-en-Anjou           | Saint-Quentin-lès-Beaurepaire                                         | 47° 37′ 35″ nord, 0° 06′ 30″ ouest | « PA00109287 » | Inscrit                                       | 1984                | Église Saint-Quentin de Saint-Quentin-lès-Beaurepaire |
| Château de Montivert                                      | Baugé-en-Anjou           | Le Vieil-Baugé                                                        | 47° 31′ 27″ nord, 0° 09′ 06″ ouest | « PA00132704 » | Inscrit                                       | 1994                | Château de Montivert                                  |
| Église Saint-Symphorien du Vieil-Baugé                    | Baugé-en-Anjou           | Le Vieil-Baugé                                                        | 47° 31′ 54″ nord, 0° 07′ 10″ ouest | « PA00109404 » | Classé                                        | 1973                | Église Saint-Symphorien du Vieil-Baugé                |
| Manoir de Clairefontaine                                  | Baugé-en-Anjou           | Le Vieil-Baugé                                                        | 47° 31′ 35″ nord, 0° 05′ 56″ ouest | « PA00109405 » | Classé                                        | 1984                | Manoir de Clairefontaine                              |
| Église Saint-Pierre de Vaulandry                          | Baugé-en-Anjou           | Vaulandry                                                             | 47° 35′ 47″ nord, 0° 02′ 43″ ouest | « PA00109413 » | Inscrit                                       | 1926                | Église Saint-Pierre de Vaulandry                      |
| Château des Hayes Gasselin                                | Beaupréau-en-Mauges      | Andrezé                                                               | 47° 10′ 27″ nord, 0° 56′ 12″ ouest | « PA00108859 » | Inscrit                                       | 1970                | Image manquante Téléverser                            |
| Église Notre-Dame de Beaupréau                            | Beaupréau-en-Mauges      | Place de l'Église Beaupréau                                           | 47° 12′ 08″ nord, 0° 59′ 27″ ouest | « PA49000055 » | Inscrit                                       | 2006                | Église Notre-Dame de Beaupréau                        |
| Manoir de la Chaperonnière                                | Beaupréau-en-Mauges      | Jallais                                                               | 47° 11′ 53″ nord, 0° 55′ 44″ ouest | « PA00109137 » | Inscrit                                       | 1978                | Manoir de la Chaperonnière                            |
| Croix de carrefour de Villedieu-la-Blouère                | Beaupréau-en-Mauges      | Champ de la Croix Villedieu-la-Blouère                                | 47° 09′ 45″ nord, 1° 03′ 03″ ouest | « PA00109409 » | Inscrit                                       | 1968                | Image manquante Téléverser                            |
| Croix de cimetière de Villedieu-la-Blouère                | Beaupréau-en-Mauges      | Cimetière Villedieu-la-Blouère                                        | 47° 09′ 28″ nord, 1° 03′ 14″ ouest | « PA00109410 » | Inscrit                                       | 1968                | Croix de cimetière de Villedieu-la-Blouère            |
| Moulin des Landes                                         | Bégrolles-en-Mauges      |                                                                       | 47° 07′ 47″ nord, 0° 56′ 21″ ouest | « PA00108972 » | Inscrit                                       | 1975                | Image manquante Téléverser                            |
| Château de Brézé                                          | Bellevigne-les-Châteaux  | Brézé                                                                 | 47° 10′ 28″ nord, 0° 03′ 27″ ouest | « PA00108988 » | Classé                                        | 1979                | Château de Brézé                                      |
| Église Saint-Vincent de Brézé                             | Bellevigne-les-Châteaux  | Brézé                                                                 | 47° 10′ 19″ nord, 0° 03′ 32″ ouest | « PA49000067 » | Inscrit                                       | 2007                | Église Saint-Vincent de Brézé                         |
| Château du Bois Saumoussay                                | Bellevigne-les-Châteaux  | Chacé                                                                 | 47° 10′ 55″ nord, 0° 04′ 14″ ouest | « PA00109005 » | Classé                                        | 1970                | Image manquante Téléverser                            |
| Château de Chacé                                          | Bellevigne-les-Châteaux  | Chacé                                                                 | 47° 12′ 50″ nord, 0° 04′ 31″ ouest | « PA00109004 » | Inscrit                                       | 1968                | Image manquante Téléverser                            |
| Église Saint-Cyr de Saint-Cyr-en-Bourg                    | Bellevigne-les-Châteaux  | Saint-Cyr-en-Bourg                                                    | 47° 11′ 42″ nord, 0° 03′ 39″ ouest | « PA00109257 » | Classé                                        | 1988                | Image manquante Téléverser                            |
| Manoir de la Bouchardière                                 | Bellevigne-les-Châteaux  | Saint-Cyr-en-Bourg                                                    | 47° 11′ 20″ nord, 0° 02′ 17″ ouest | « PA49000045 » | Inscrit                                       | 2005                | Manoir de la Bouchardière                             |
| Église Notre-Dame                                         | Blou                     |                                                                       | 47° 21′ 42″ nord, 0° 02′ 21″ ouest | « PA00108976 » | Classé                                        | 1909                | Église Notre-Dame                                     |
| Site archéologique de la Cave Peinte                      | Brain-sur-Allonnes       |                                                                       | 47° 18′ 31″ nord, 0° 03′ 09″ est   | « PA00135544 » | Inscrit                                       | 1995                | Image manquante Téléverser                            |
| Moulins à vent de Péronne                                 | Chanteloup-les-Bois      | Péronne                                                               | 47° 05′ 45″ nord, 0° 40′ 45″ ouest | « PA00109022 » | Inscrit                                       | 1978                | Moulins à vent de Péronne                             |
| Château de Chanzeaux                                      | Chemillé-en-Anjou        | Chanzeaux                                                             | 47° 15′ 54″ nord, 0° 38′ 48″ ouest | « PA00109023 » | Inscrit                                       | 1980                | Château de Chanzeaux                                  |
| Église Saint-Pierre de Chanzeaux                          | Chemillé-en-Anjou        | Chanzeaux                                                             | 47° 15′ 51″ nord, 0° 38′ 39″ ouest | « PA00109024 » | Inscrit                                       | 1972                | Église Saint-Pierre de Chanzeaux                      |
| Château de Chemillé                                       | Chemillé-en-Anjou        | Place du Château place Croix-Boulay Chemillé                          | 47° 12′ 28″ nord, 0° 43′ 43″ ouest | « PA00109040 » | Classé Inscrit                                | 1976                | Château de Chemillé                                   |
| Château des Cloîtres                                      | Chemillé-en-Anjou        | Place Saint-Pierre Chemillé                                           | 47° 13′ 08″ nord, 0° 43′ 36″ ouest | « PA49000087 » | Inscrit                                       | 2012                | Image manquante Téléverser                            |
| Château de la Sorinière                                   | Chemillé-en-Anjou        | Chemillé                                                              | 47° 13′ 14″ nord, 0° 41′ 56″ ouest | « PA00109041 » | Classé                                        | 1921                | Château de la Sorinière                               |
| Église Notre-Dame de Chemillé                             | Chemillé-en-Anjou        | Chemillé                                                              | 47° 12′ 45″ nord, 0° 43′ 51″ ouest | « PA00109042 » | Classé                                        | 1862 1914 1929      | Église Notre-Dame de Chemillé                         |
| Église Notre-Dame la Neuve                                | Chemillé-en-Anjou        | Place des Perrochères Chemillé                                        | 47° 12′ 37″ nord, 0° 43′ 38″ ouest | « PA49000057 » | Inscrit                                       | 2006                | Église Notre-Dame la Neuve                            |
| Église Saint-Pierre de Chemillé                           | Chemillé-en-Anjou        | Chemillé                                                              | 47° 12′ 37″ nord, 0° 43′ 38″ ouest | « PA00132975 » | Classé                                        | 1969                | Église Saint-Pierre de Chemillé                       |
| Château des Buhards                                       | Chemillé-en-Anjou        | La Jumellière                                                         | 47° 17′ 43″ nord, 0° 41′ 26″ ouest | « PA49000022 » | Inscrit                                       | 1999                | Image manquante Téléverser                            |
| Château de la Jumellière                                  | Chemillé-en-Anjou        | La Jumellière                                                         | 47° 16′ 46″ nord, 0° 44′ 07″ ouest | « PA49000092 » | Inscrit                                       | 2014                | Image manquante Téléverser                            |
| Château Le Lavouër                                        | Chemillé-en-Anjou        | Neuvy-en-Mauges                                                       | 47° 16′ 22″ nord, 0° 48′ 52″ ouest | « PA00109224 » | Inscrit                                       | 1969                | Château Le Lavouër                                    |
| Manoir de l'Aunay-Gontard                                 | Chemillé-en-Anjou        | Neuvy-en-Mauges                                                       | 47° 16′ 46″ nord, 0° 46′ 24″ ouest | « PA00109225 » | Inscrit                                       | 1972                | Image manquante Téléverser                            |
| Château de Gonnord                                        | Chemillé-en-Anjou        | Valanjou                                                              | 47° 12′ 46″ nord, 0° 35′ 44″ ouest | « PA00109394 » | Inscrit                                       | 1926                | Château de Gonnord                                    |
| Moulin à vent du Gué-Robert                               | Chemillé-en-Anjou        | Valanjou                                                              | 47° 12′ 55″ nord, 0° 34′ 48″ ouest | « PA00109395 » | Inscrit                                       | 1975                | Image manquante Téléverser                            |
| Église Notre-Dame                                         | Cholet                   |                                                                       | 47° 03′ 40″ nord, 0° 52′ 52″ ouest | « PA49000020 » | Inscrit                                       | 1999                | Église Notre-Dame                                     |
| Église du Sacré-Cœur                                      | Cholet                   | 14 rue Marc-Sangnier                                                  | 47° 04′ 00″ nord, 0° 53′ 14″ ouest | « PA00109417 » | Classé                                        | 1991                | Église du Sacré-Cœur                                  |
| Menhir de la Garde                                        | Cholet                   | Le Champ de la Roche                                                  | 47° 02′ 39″ nord, 0° 49′ 51″ ouest | « PA00109052 » | Inscrit                                       | 1976                | Menhir de la Garde                                    |
| Pierre Plate                                              | Cholet                   | Le Pré de la Pierre                                                   | 47° 02′ 13″ nord, 0° 51′ 23″ ouest | « PA00109053 » | Inscrit                                       | 1976                | Pierre Plate                                          |
| Tour du Grenier à sel                                     | Cholet                   | 41 rue des Vieux-Greniers                                             | 47° 03′ 38″ nord, 0° 52′ 51″ ouest | « PA00109054 » | Inscrit                                       | 1969                | Tour du Grenier à sel                                 |
| Abbaye d'Asnière                                          | Cizay-la-Madeleine       |                                                                       | 47° 10′ 31″ nord, 0° 11′ 28″ ouest | « PA00109055 » | Classé                                        | 1909                | Abbaye d'Asnière                                      |
| Château d'Épinats                                         | Cizay-la-Madeleine       |                                                                       | 47° 11′ 50″ nord, 0° 12′ 24″ ouest | « PA00109056 » | Inscrit                                       | 1973                | Image manquante Téléverser                            |
| Église Saint-Denis                                        | Cizay-la-Madeleine       |                                                                       | 47° 11′ 18″ nord, 0° 11′ 15″ ouest | « PA00109057 » | Inscrit                                       | 1972                | Église Saint-Denis                                    |
| Prieuré de Breuil-Bellay                                  | Cizay-la-Madeleine       |                                                                       | 47° 12′ 12″ nord, 0° 11′ 34″ ouest | « PA00109058 » | Classé                                        | 1963                | Image manquante Téléverser                            |
| Prieuré de la Madeleine                                   | Cizay-la-Madeleine       |                                                                       | 47° 09′ 17″ nord, 0° 11′ 11″ ouest | « PA00109059 » | Inscrit                                       | 1984                | Image manquante Téléverser                            |
| Moulin à vent de la Noue-Ronde                            | Coron                    |                                                                       | 47° 07′ 51″ nord, 0° 37′ 13″ ouest | « PA00109063 » | Inscrit                                       | 1975                | Image manquante Téléverser                            |
| Pierre des Hommes                                         | Coron                    | Les Hommes                                                            | 47° 07′ 11″ nord, 0° 36′ 39″ ouest | « PA00109064 » | Classé                                        | 1889                | Image manquante Téléverser                            |
| Église Notre-Dame                                         | Le Coudray-Macouard      |                                                                       | 47° 11′ 41″ nord, 0° 07′ 06″ ouest | « PA00109067 » | Inscrit                                       | 1968                | Image manquante Téléverser                            |
| Seigneurie du bois                                        | Le Coudray-Macouard      | Rue de la Seigneurie                                                  | 47° 11′ 44″ nord, 0° 06′ 59″ ouest | « PA00109425 » | Inscrit                                       | 1991                | Image manquante Téléverser                            |
| Caves des Mousseaux                                       | Dénezé-sous-Doué         |                                                                       | 47° 14′ 50″ nord, 0° 16′ 37″ ouest | « PA00109077 » | Inscrit                                       | 1969                | Caves des Mousseaux                                   |
| Église Saint-Aubin                                        | Dénezé-sous-Doué         |                                                                       | 47° 14′ 33″ nord, 0° 16′ 19″ ouest | « PA00109078 » | Inscrit                                       | 1972                | Église Saint-Aubin                                    |
| Château de Pocé                                           | Distré                   |                                                                       | 47° 14′ 07″ nord, 0° 07′ 21″ ouest | « PA00109082 » | Classé                                        | 1862                | Image manquante Téléverser                            |
| Dolmen La Vacherie                                        | Distré                   | Marais de Sous-Distre                                                 | 47° 13′ 00″ nord, 0° 06′ 26″ ouest | « PA00109083 » | Classé                                        | 1976                | Dolmen La Vacherie                                    |
| Église Notre-Dame                                         | Distré                   |                                                                       | 47° 13′ 00″ nord, 0° 08′ 25″ ouest | « PA00109085 » | Inscrit                                       | 1963                | Image manquante Téléverser                            |
| Église Saint-Julien                                       | Distré                   |                                                                       | 47° 13′ 23″ nord, 0° 06′ 47″ ouest | « PA00109084 » | Classé                                        | 1914                | Église Saint-Julien                                   |
| Ensemble mégalithique du Bois de la Chênaie               | Distré                   | Le Bois de la Chênais                                                 | 47° 14′ 00″ nord, 0° 07′ 40″ ouest | « PA00109086 » | Inscrit                                       | 1975                | Image manquante Téléverser                            |
| Château de Maurepart                                      | Doué-en-Anjou            | Brigné                                                                | 47° 13′ 11″ nord, 0° 21′ 43″ ouest | « PA00125643 » | Inscrit                                       | 1993                | Image manquante Téléverser                            |
| Moulin à vent des Bleuces                                 | Doué-en-Anjou            | Concourson-sur-Layon                                                  | 47° 10′ 33″ nord, 0° 19′ 47″ ouest | « PA00109060 » | Inscrit                                       | 1975                | Image manquante Téléverser                            |
| Château de Soulanger                                      | Doué-en-Anjou            | Doué-la-Fontaine                                                      | 47° 11′ 47″ nord, 0° 18′ 03″ ouest | « PA00109087 » | Inscrit Classé                                | 1986 1990           | Image manquante Téléverser                            |
| Église Saint-Denis de Doué-la-Fontaine                    | Doué-en-Anjou            | Doué-la-Fontaine                                                      | 47° 11′ 42″ nord, 0° 16′ 41″ ouest | « PA00109088 » | Classé                                        | 1862                | Église Saint-Denis de Doué-la-Fontaine                |
| Motte castrale                                            | Doué-en-Anjou            | Bd Dr Lionet/Imp de la Motte Doué-la-Fontaine                         | 47° 11′ 16″ nord, 0° 16′ 50″ ouest | « PA00109089 » | Classé                                        | 1973                | Motte castrale                                        |
| Seigneurie                                                | Doué-en-Anjou            | Doué-la-Fontaine                                                      | 47° 11′ 02″ nord, 0° 15′ 33″ ouest | « PA49000018 » | Inscrit                                       | 1998                | Image manquante Téléverser                            |
| Église Saint-Laurent de Forges                            | Doué-en-Anjou            | Forges                                                                | 47° 13′ 03″ nord, 0° 14′ 44″ ouest | « PA00109114 » | Inscrit                                       | 1973                | Église Saint-Laurent de Forges                        |
| Église Saint-Pierre de Meigné                             | Doué-en-Anjou            | Meigné                                                                | 47° 13′ 55″ nord, 0° 12′ 35″ ouest | « PA00109180 » | Inscrit                                       | 1974                | Image manquante Téléverser                            |
| Manoir de Châtelaison                                     | Doué-en-Anjou            | Saint-Georges-sur-Layon                                               | 47° 12′ 03″ nord, 0° 22′ 28″ ouest | « PA00109267 » | Inscrit                                       | 1987                | Image manquante Téléverser                            |
| Château de Bussy-Fontaines                                | Doué-en-Anjou            | Les Verchers-sur-Layon                                                | 47° 09′ 20″ nord, 0° 16′ 41″ ouest | « PA49000091 » | Inscrit                                       | 2012                | Image manquante Téléverser                            |
| Château d'Échuilly                                        | Doué-en-Anjou            | Les Verchers-sur-Layon                                                | 47° 08′ 26″ nord, 0° 18′ 47″ ouest | « PA00109453 » | Inscrit                                       | 1992                | Image manquante Téléverser                            |
| Commanderie des Verchers-sur-Layon                        | Doué-en-Anjou            | Les Verchers-sur-Layon                                                | 47° 07′ 50″ nord, 0° 18′ 34″ ouest | « PA49000051 » | Inscrit                                       | 2005                | Image manquante Téléverser                            |
| Dolmen des Dormans                                        | Épieds                   | Pierre Levée                                                          | 47° 06′ 18″ nord, 0° 03′ 00″ ouest | « PA00109099 » | Classé                                        | 1983                | Image manquante Téléverser                            |
| Abbaye de Fontevraud                                      | Fontevraud-l'Abbaye      |                                                                       | 47° 10′ 53″ nord, 0° 03′ 05″ est   | « PA00109109 » | Classé Inscrit                                | 1840 1962 1989 1998 | Abbaye de Fontevraud                                  |
| Chapelle Notre-Dame-de-Pitié                              | Fontevraud-l'Abbaye      |                                                                       | 47° 10′ 40″ nord, 0° 03′ 19″ est   | « PA00109110 » | Classé                                        | 1965                | Image manquante Téléverser                            |
| Église Saint-Michel                                       | Fontevraud-l'Abbaye      |                                                                       | 47° 10′ 54″ nord, 0° 02′ 58″ est   | « PA00109112 » | Classé                                        | 1955                | Église Saint-Michel                                   |
| Lanterne des morts                                        | Fontevraud-l'Abbaye      |                                                                       | 47° 10′ 53″ nord, 0° 02′ 54″ est   | « PA00109111 » | Classé                                        | 1957                | Lanterne des morts                                    |
| Maison                                                    | Fontevraud-l'Abbaye      | Place de la Mairie                                                    | 47° 10′ 55″ nord, 0° 03′ 00″ est   | « PA00109113 » | Inscrit                                       | 1975                | Maison                                                |
| Camp des Romains                                          | Gennes-Val-de-Loire      | Chênehutte-Trèves-Cunault                                             | 47° 18′ 19″ nord, 0° 09′ 43″ ouest | « PA00109047 » | Classé Inscrit                                | 1987                | Image manquante Téléverser                            |
| Chapelle Saint-Macé                                       | Gennes-Val-de-Loire      | Chênehutte-Trèves-Cunault                                             | 47° 19′ 05″ nord, 0° 11′ 22″ ouest | « PA00109379 » | Classé                                        | 1862                | Image manquante Téléverser                            |
| Château de Cunaud                                         | Gennes-Val-de-Loire      | 2 rue Notre-Dame Chênehutte-Trèves-Cunault                            | 47° 19′ 50″ nord, 0° 12′ 05″ ouest | « PA49000097 » | Inscrit                                       | 16 février 2018     | Château de Cunaud                                     |
| Église Notre-Dame de Cunault                              | Gennes-Val-de-Loire      | Chênehutte-Trèves-Cunault                                             | 47° 19′ 46″ nord, 0° 12′ 02″ ouest | « PA00109380 » | Classé                                        | 1846                | Église Notre-Dame de Cunault                          |
| Église Notre-Dame des Tuffeaux                            | Gennes-Val-de-Loire      | Chênehutte-Trèves-Cunault                                             | 47° 18′ 37″ nord, 0° 09′ 22″ ouest | « PA00109045 » | Classé                                        | 1914                | Église Notre-Dame des Tuffeaux                        |
| Église Saint-Aubin de Trèves                              | Gennes-Val-de-Loire      | Chênehutte-Trèves-Cunault                                             | 47° 19′ 22″ nord, 0° 11′ 17″ ouest | « PA00109381 » | Classé                                        | 1862                | Église Saint-Aubin de Trèves                          |
| Église Saint-Maxenceul de Cunault                         | Gennes-Val-de-Loire      | Chênehutte-Trèves-Cunault                                             | 47° 19′ 43″ nord, 0° 12′ 07″ ouest | « PA00109382 » | Classé                                        | 1946                | Église Saint-Maxenceul de Cunault                     |
| Hermitage Saint-Jean                                      | Gennes-Val-de-Loire      | Chênehutte-Trèves-Cunault                                             | 47° 18′ 50″ nord, 0° 10′ 09″ ouest | « PA00135546 » | Inscrit                                       | 1995                | Hermitage Saint-Jean                                  |
| Maison du Prieur de Cunault                               | Gennes-Val-de-Loire      | Chênehutte-Trèves-Cunault                                             | 47° 19′ 46″ nord, 0° 12′ 05″ ouest | « PA00109384 » | Inscrit                                       | 1926                | Maison du Prieur de Cunault                           |
| Manoir de la Cour Condé                                   | Gennes-Val-de-Loire      | Chênehutte-Trèves-Cunault                                             | 47° 19′ 17″ nord, 0° 11′ 11″ ouest | « PA00109383 » | Classé Inscrit                                | 1974                | Manoir de la Cour Condé                               |
| Manoir de Grissay                                         | Gennes-Val-de-Loire      | Chênehutte-Trèves-Cunault                                             | 47° 18′ 25″ nord, 0° 09′ 18″ ouest | « PA00109046 » | Inscrit                                       | 1987                | Manoir de Grissay                                     |
| Tour de Trèves                                            | Gennes-Val-de-Loire      | Chênehutte-Trèves-Cunault                                             | 47° 19′ 20″ nord, 0° 11′ 17″ ouest | « PA00109385 » | Classé                                        | 1904                | Tour de Trèves                                        |
| Dolmen de la Forêt                                        | Gennes-Val-de-Loire      | Gennes                                                                | 47° 20′ 33″ nord, 0° 16′ 26″ ouest | « PA00109418 » | Inscrit                                       | 1990                | Image manquante Téléverser                            |
| Dolmen de la Madeleine                                    | Gennes-Val-de-Loire      | Gennes                                                                | 47° 19′ 54″ nord, 0° 14′ 06″ ouest | « PA00109121 » | Classé                                        | 1930                | Dolmen de la Madeleine                                |
| Église Saint-Eusèbe                                       | Gennes-Val-de-Loire      | Gennes                                                                | 47° 20′ 33″ nord, 0° 13′ 59″ ouest | « PA00109123 » | Classé                                        | 1862                | Église Saint-Eusèbe                                   |
| Église Saint-Vétérin                                      | Gennes-Val-de-Loire      | Gennes                                                                | 47° 20′ 15″ nord, 0° 13′ 54″ ouest | « PA00109124 » | Classé                                        | 1862                | Image manquante Téléverser                            |
| Nymphée gallo-romain                                      | Gennes-Val-de-Loire      | Logis de Mardron Place de l'Église Gennes                             | 47° 20′ 15″ nord, 0° 13′ 58″ ouest | « PA00109126 » | Classé                                        | 1983                | Image manquante Téléverser                            |
| Pierre couverte                                           | Gennes-Val-de-Loire      | Les Brulins Gennes                                                    | 47° 20′ 22″ nord, 0° 15′ 23″ ouest | « PA00109122 » | Classé                                        | 1980                | Image manquante Téléverser                            |
| Pierre Longue du Bouchet                                  | Gennes-Val-de-Loire      | Gennes                                                                | 47° 20′ 17″ nord, 0° 15′ 50″ ouest | « PA00109429 » | Inscrit                                       | 1990                | Image manquante Téléverser                            |
| Pierre Longue de Gennes                                   | Gennes-Val-de-Loire      | Les Pelouses Gennes                                                   | 47° 20′ 42″ nord, 0° 14′ 55″ ouest | « PA00109125 » | Inscrit                                       | 1982                | Image manquante Téléverser                            |
| Site castral de Milly-le-Meugon                           | Gennes-Val-de-Loire      | Gennes                                                                | 47° 17′ 12″ nord, 0° 15′ 12″ ouest | « PA49000026 » | Inscrit                                       | 2000                | Site castral de Milly-le-Meugon                       |
| Théâtre gallo-romain                                      | Gennes-Val-de-Loire      | Les Chataigniers Gennes                                               | 47° 20′ 06″ nord, 0° 14′ 19″ ouest | « PA00109127 » | Classé                                        | 1986                | Théâtre gallo-romain                                  |
| Château de Pimpéan                                        | Gennes-Val-de-Loire      | Grézillé                                                              | 47° 19′ 18″ nord, 0° 20′ 31″ ouest | « PA00109130 » | Classé Inscrit                                | 1959                | Château de Pimpéan                                    |
| Moulin-cavier de Gasté                                    | Gennes-Val-de-Loire      | Gasté Grézillé                                                        | 47° 19′ 28″ nord, 0° 21′ 09″ ouest | « PA49000021 » | Inscrit                                       | 1999                | Moulin-cavier de Gasté                                |
| Église Notre-Dame                                         | Gennes-Val-de-Loire      | Les Rosiers-sur-Loire                                                 | 47° 21′ 02″ nord, 0° 13′ 31″ ouest | « PA00109245 » | Classé Inscrit                                | 1971                | Église Notre-Dame                                     |
| Moulin à vent des Basses-Terres                           | Gennes-Val-de-Loire      | Les Rosiers-sur-Loire                                                 | 47° 21′ 01″ nord, 0° 12′ 48″ ouest | « PA00109247 » | Inscrit                                       | 1984                | Image manquante Téléverser                            |
| Porte de la Vallée                                        | Gennes-Val-de-Loire      | Les Rosiers-sur-Loire                                                 | 47° 22′ 35″ nord, 0° 15′ 35″ ouest | « PA00109246 » | Inscrit                                       | 1954                | Image manquante Téléverser                            |
| Presbytère                                                | Gennes-Val-de-Loire      | Les Rosiers-sur-Loire                                                 | 47° 21′ 14″ nord, 0° 13′ 29″ ouest | « PA00109248 » | Inscrit                                       | 1970                | Image manquante Téléverser                            |
| Église Saint-Barnabé                                      | Gennes-Val-de-Loire      | Saint-Georges-des-Sept-Voies                                          | 47° 20′ 50″ nord, 0° 17′ 25″ ouest | « PA00109263 » | Classé Inscrit                                | 1958                | Église Saint-Barnabé                                  |
| Église de Saint-Pierre-en-Vaux                            | Gennes-Val-de-Loire      | Saint-Georges-des-Sept-Voies                                          | 47° 20′ 06″ nord, 0° 17′ 04″ ouest | « PA00109264 » | Inscrit                                       | 1984                | Image manquante Téléverser                            |
| Château de Boumois                                        | Gennes-Val-de-Loire      | Saint-Martin-de-la-Place                                              | 47° 18′ 30″ nord, 0° 07′ 48″ ouest | « PA00109276 » | Classé                                        | 1953                | Château de Boumois                                    |
| Église Saint-Martin                                       | Gennes-Val-de-Loire      | Saint-Martin-de-la-Place                                              | 47° 18′ 55″ nord, 0° 08′ 55″ ouest | « PA00109277 » | Inscrit                                       | 1957                | Image manquante Téléverser                            |
| Prieuré de la Madeleine de Boumois                        | Gennes-Val-de-Loire      | Saint-Martin-de-la-Place                                              | 47° 18′ 18″ nord, 0° 07′ 54″ ouest | « PA00109278 » | Inscrit                                       | 1964                | Image manquante Téléverser                            |
| Abbaye Saint-Maur de Glanfeuil                            | Gennes-Val-de-Loire      | Le Thoureil                                                           | 47° 22′ 11″ nord, 0° 15′ 51″ ouest | « PA00109372 » | Classé Inscrit                                | 1958 1979 1996      | Abbaye Saint-Maur de Glanfeuil                        |
| Église Saint-Genulf du Thoureil                           | Gennes-Val-de-Loire      | Le Thoureil                                                           | 47° 22′ 17″ nord, 0° 15′ 56″ ouest | « PA00109373 » | Classé                                        | 1905 1914           | Église Saint-Genulf du Thoureil                       |
| Église Saint-Gervais-et-Saint-Protais de Bessé            | Gennes-Val-de-Loire      | Le Thoureil                                                           | 47° 21′ 29″ nord, 0° 15′ 32″ ouest | « PA00109374 » | Inscrit                                       | 1964                | Image manquante Téléverser                            |
| Église Saint-Jean                                         | La Lande-Chasles         |                                                                       | 47° 28′ 12″ nord, 0° 04′ 00″ ouest | « PA00109145 » | Inscrit                                       | 1984                | Église Saint-Jean                                     |
| Château de la Girottière                                  | Longué-Jumelles          |                                                                       | 47° 22′ 56″ nord, 0° 05′ 39″ ouest | « PA00109153 » | Inscrit                                       | 1926                | Image manquante Téléverser                            |
| Logis de Beauregard                                       | Longué-Jumelles          |                                                                       | 47° 26′ 02″ nord, 0° 03′ 51″ ouest | « PA00109451 » | Inscrit                                       | 1992                | Image manquante Téléverser                            |
| Logis de la Chesnaie-Archenon                             | Longué-Jumelles          |                                                                       | 47° 22′ 48″ nord, 0° 06′ 36″ ouest | « PA00109154 » | Inscrit                                       | 1986                | Logis de la Chesnaie-Archenon                         |
| Logis Le Grand Boust                                      | Longué-Jumelles          |                                                                       | 47° 24′ 04″ nord, 0° 06′ 44″ ouest | « PA00109155 » | Inscrit                                       | 1974                | Logis Le Grand Boust                                  |
| Manoir de la Grand'Maison                                 | Longué-Jumelles          |                                                                       | 47° 22′ 32″ nord, 0° 07′ 28″ ouest | « PA00109156 » | Inscrit                                       | 1971                | Manoir de la Grand'Maison                             |
| Manoir de la Vente                                        | Longué-Jumelles          |                                                                       | 47° 26′ 04″ nord, 0° 04′ 21″ ouest | « PA49000046 » | Inscrit                                       | 2005                | Image manquante Téléverser                            |
| Château du Pont-de-Varenne                                | Louresse-Rochemenier     |                                                                       | 47° 13′ 43″ nord, 0° 16′ 32″ ouest | « PA00109159 » | Inscrit                                       | 1973                | Château du Pont-de-Varenne                            |
| Église de la Madeleine-et-Saint-Jean                      | Louresse-Rochemenier     |                                                                       | 47° 13′ 44″ nord, 0° 17′ 02″ ouest | « PA00109161 » | Inscrit                                       | 1977                | Église de la Madeleine-et-Saint-Jean                  |
| Église Sainte-Madeleine-et-Saint-Jean                     | Louresse-Rochemenier     |                                                                       | 47° 13′ 59″ nord, 0° 17′ 44″ ouest | « PA00109160 » | Inscrit                                       | 1972                | Église Sainte-Madeleine-et-Saint-Jean                 |
| Chapelle Sainte-Anne de Tigné                             | Lys-Haut-Layon           | Tigné                                                                 | 47° 11′ 51″ nord, 0° 25′ 53″ ouest | « PA00109376 » | Inscrit                                       | 1926                | Image manquante Téléverser                            |
| Château du Grand-Riou                                     | Lys-Haut-Layon           | Tigné                                                                 | 47° 12′ 28″ nord, 0° 26′ 54″ ouest | « PA00109377 » | Inscrit                                       | 1988                | Image manquante Téléverser                            |
| Manoir de la Roche-Coutant                                | Lys-Haut-Layon           | Tigné                                                                 | 47° 11′ 03″ nord, 0° 27′ 06″ ouest | « PA00109378 » | Inscrit                                       | 1989                | Image manquante Téléverser                            |
| Château du Coudray-Montbault                              | Lys-Haut-Layon           | Vihiers                                                               | 47° 08′ 20″ nord, 0° 34′ 49″ ouest | « PA00109406 » | Inscrit Classé                                | 1965                | Image manquante Téléverser                            |
| Château de la Baronnière                                  | Mauges-sur-Loire         | La Chapelle-Saint-Florent                                             | 47° 19′ 25″ nord, 1° 01′ 44″ ouest | « PA00125644 » | Inscrit Classé                                | 1993 1995           | Château de la Baronnière                              |
| Chapelle des Anges                                        | Mauges-sur-Loire         | Le Mesnil-en-Vallée                                                   | 47° 21′ 55″ nord, 0° 55′ 54″ ouest | « PA00109184 » | Inscrit                                       | 1969                | Image manquante Téléverser                            |
| Chapelle Saint-Aubin                                      | Mauges-sur-Loire         | Châteaupanne Montjean-sur-Loire                                       | 47° 22′ 05″ nord, 0° 49′ 17″ ouest | « PA49000074 » | Inscrit                                       | 2008                | Image manquante Téléverser                            |
| Complexe chaufournier de Pincourt                         | Mauges-sur-Loire         | Pincourt Montjean-sur-Loire                                           | 47° 22′ 40″ nord, 0° 51′ 23″ ouest | « PA00109192 » | Inscrit                                       | 1986                | Image manquante Téléverser                            |
| Mine de charbon de la Tranchée                            | Mauges-sur-Loire         | Quai Monseigneur Provost Montjean-sur-Loire                           | 47° 22′ 29″ nord, 0° 49′ 44″ ouest | « PA49000044 » | Inscrit                                       | 2004                | Mine de charbon de la Tranchée                        |
| Site chaufournier de la Maison-Blanche et de Châteaupanne | Mauges-sur-Loire         | Montjean-sur-Loire                                                    | 47° 22′ 29″ nord, 0° 49′ 44″ ouest | « PA00109193 » | Inscrit                                       | 1987                | Image manquante Téléverser                            |
| Abbaye de Saint-Florent-le-Vieil                          | Mauges-sur-Loire         | Saint-Florent-le-Vieil                                                | 47° 21′ 47″ nord, 1° 01′ 04″ ouest | « PA00109258 » | Inscrit Classé Inscrit Classé                 | 1952 1974 1993 1999 | Abbaye de Saint-Florent-le-Vieil                      |
| Chapelle Cathelineau                                      | Mauges-sur-Loire         | Saint-Florent-le-Vieil                                                | 47° 21′ 46″ nord, 1° 00′ 49″ ouest | « PA49000081 » | Inscrit                                       | 2010                | Chapelle Cathelineau                                  |
| Chapelle du cimetière de Saint-Florent-le-Vieil           | Mauges-sur-Loire         | Saint-Florent-le-Vieil                                                | 47° 21′ 46″ nord, 1° 01′ 18″ ouest | « PA00109259 » | Classé                                        | 1862                | Chapelle du cimetière de Saint-Florent-le-Vieil       |
| Colonne de la duchesse d'Angoulême                        | Mauges-sur-Loire         | Saint-Florent-le-Vieil                                                | 47° 21′ 50″ nord, 1° 01′ 18″ ouest | « PA49000080 » | Inscrit                                       | 2010                | Colonne de la duchesse d'Angoulême                    |
| Prévôté                                                   | Mauges-sur-Loire         | Saint-Laurent-du-Mottay                                               | 47° 21′ 04″ nord, 0° 56′ 57″ ouest | « PA00109273 » | Classé Inscrit                                | 1968                | Image manquante Téléverser                            |
| Château de Touvois                                        | Maulévrier               |                                                                       | 46° 59′ 46″ nord, 0° 46′ 05″ ouest | « PA00109176 » | Inscrit                                       | 1995                | Image manquante Téléverser                            |
| Pierre au Sel                                             | Maulévrier               | Le Pré de la Grande-Pierre                                            | 47° 01′ 22″ nord, 0° 49′ 09″ ouest | « PA00109177 » | Classé                                        | 1975                | Pierre au Sel                                         |
| Église Saint-Michel                                       | Le May-sur-Èvre          |                                                                       | 47° 08′ 15″ nord, 0° 53′ 31″ ouest | « PA00109178 » | Inscrit                                       | 1973                | Église Saint-Michel                                   |
| Camp de concentration                                     | Montreuil-Bellay         |                                                                       | 47° 06′ 54″ nord, 0° 07′ 27″ ouest | « PA49000079 » | Inscrit Classé                                | 2010 2012 2013      | Camp de concentration                                 |
| Château de Montreuil-Bellay                               | Montreuil-Bellay         |                                                                       | 47° 07′ 59″ nord, 0° 09′ 18″ ouest | « PA00109195 » | Classé Inscrit (anciennes écuries et grenier) | 1979 2019           | Château de Montreuil-Bellay                           |
| Écuries et greniers du château de Montreuil-Bellay        | Montreuil-Bellay         |                                                                       | 47° 07′ 45″ nord, 0° 09′ 18″ ouest | « PA49000099 » | Inscrit                                       | 2019                | Image manquante Téléverser                            |
| Couvent des Augustins                                     | Montreuil-Bellay         | Place des Augustins 321 rue Nationale 21, 41, 51, 61, 81 avenue Duret | 47° 07′ 49″ nord, 0° 09′ 16″ ouest | « PA00109196 » | Classé Inscrit                                | 1989                | Couvent des Augustins                                 |
| Église Notre-Dame                                         | Montreuil-Bellay         |                                                                       | 47° 07′ 59″ nord, 0° 09′ 14″ ouest | « PA00109197 » | Classé                                        | 1907                | Église Notre-Dame                                     |
| Enceinte de Montreuil-Bellay                              | Montreuil-Bellay         |                                                                       | à géolocaliser                     | « PA00109205 » | Classé                                        | 1889 1996           | Enceinte de Montreuil-Bellay                          |
| Hôpital Saint-Jean                                        | Montreuil-Bellay         | Avenue Duret                                                          | 47° 07′ 44″ nord, 0° 09′ 19″ ouest | « PA00109198 » | Classé                                        | 1967                | Hôpital Saint-Jean                                    |
| Hôtel                                                     | Montreuil-Bellay         | Rue Nationale                                                         | 47° 07′ 57″ nord, 0° 09′ 09″ ouest | « PA00109199 » | Inscrit                                       | 1970                | Hôtel                                                 |
| Maison La Minotière                                       | Montreuil-Bellay         | Rue du Boëlle                                                         | 47° 08′ 02″ nord, 0° 09′ 16″ ouest | « PA00109200 » | Inscrit                                       | 1976                | Maison La Minotière                                   |
| Menhir de l'Accomodement                                  | Montreuil-Bellay         | Le Grand Coteau                                                       | 47° 07′ 03″ nord, 0° 08′ 09″ ouest | « PA00109201 » | Inscrit                                       | 1967                | Menhir de l'Accomodement                              |
| Menhir de la Pierre de Lenay                              | Montreuil-Bellay         |                                                                       | 47° 07′ 18″ nord, 0° 09′ 55″ ouest | « PA00109202 » | Classé                                        | 1911                | Menhir de la Pierre de Lenay                          |
| Moulin du Boëlle                                          | Montreuil-Bellay         | Rue du Boëlle                                                         | 47° 08′ 04″ nord, 0° 09′ 16″ ouest | « PA00109203 » | Inscrit                                       | 1986                | Moulin du Boëlle                                      |
| Porte du Moulin                                           | Montreuil-Bellay         | Rue du Boëlle                                                         | 47° 08′ 03″ nord, 0° 09′ 15″ ouest | « PA00109204 » | Inscrit                                       | 1976                | Porte du Moulin                                       |
| Porte Nouvelle                                            | Montreuil-Bellay         |                                                                       | 47° 08′ 02″ nord, 0° 09′ 03″ ouest | « PA00109206 » | Classé                                        | 1922                | Porte Nouvelle                                        |
| Presbytère                                                | Montreuil-Bellay         | 2 avenue Paul-Painlevé                                                | 47° 08′ 13″ nord, 0° 09′ 24″ ouest | « PA00109207 » | Inscrit                                       | 1972                | Presbytère                                            |
| Prieuré des Nobis                                         | Montreuil-Bellay         |                                                                       | 47° 07′ 58″ nord, 0° 09′ 26″ ouest | « PA00109208 » | Classé Inscrit                                | 1974 1991           | Prieuré des Nobis                                     |
| Château du Bas-Plessis                                    | Montrevault-sur-Èvre     | Chaudron-en-Mauges                                                    | 47° 17′ 51″ nord, 0° 59′ 10″ ouest | « PA00109448 » | Inscrit                                       | 1992                | Château du Bas-Plessis                                |
| Camp de César                                             | Montrevault-sur-Èvre     | Le Fief-Sauvin                                                        | 47° 12′ 18″ nord, 1° 02′ 36″ ouest | « PA00109104 » | Inscrit Classé                                | 1988                | Image manquante Téléverser                            |
| Menhir de Bréau                                           | Montrevault-sur-Èvre     | Le Fief-Sauvin                                                        | 47° 13′ 27″ nord, 1° 01′ 15″ ouest | « PA00109428 » | Inscrit                                       | 1990                | Menhir de Bréau                                       |
| Pont de Bohardy                                           | Montrevault-sur-Èvre     | Montrevault                                                           | 47° 15′ 50″ nord, 1° 02′ 48″ ouest | « PA00109210 » | Classé                                        | 1978                | Pont de Bohardy                                       |
| Chapelle Saint-Just                                       | Montrevault-sur-Èvre     | Saint-Pierre-Montlimart                                               | 47° 17′ 23″ nord, 1° 01′ 55″ ouest | « PA00109286 » | Inscrit                                       | 1984                | Image manquante Téléverser                            |
| Château de Montsoreau                                     | Montsoreau               |                                                                       | 47° 12′ 56″ nord, 0° 03′ 44″ est   | « PA00109211 » | Classé Inscrit                                | 1862 1930 1938      | Château de Montsoreau                                 |
| Dolmen de la Pierrelée                                    | Montsoreau               | Pierrelée                                                             | 47° 12′ 19″ nord, 0° 02′ 37″ est   | « PA00109212 » | Inscrit                                       | 1970                | Image manquante Téléverser                            |
| Église Saint-Pierre                                       | Montsoreau               |                                                                       | 47° 12′ 59″ nord, 0° 03′ 17″ est   | « PA00109213 » | Inscrit                                       | 1952                | Église Saint-Pierre                                   |
| Maison                                                    | Montsoreau               | 11 quai Philippe de Commines                                          | 47° 12′ 58″ nord, 0° 03′ 34″ est   | « PA00109215 » | Inscrit                                       | 1952                | Maison                                                |
| Maison                                                    | Montsoreau               | 30 rue Jehanne d'Arc                                                  | 47° 12′ 52″ nord, 0° 03′ 55″ est   | « PA00109214 » | Inscrit                                       | 1926                | Image manquante Téléverser                            |
| Moulin à vent de la Tranchée                              | Montsoreau               |                                                                       | 47° 12′ 40″ nord, 0° 03′ 27″ est   | « PA00109216 » | Inscrit                                       | 1978                | Moulin à vent de la Tranchée                          |
| Église Saint-Germain                                      | Mouliherne               |                                                                       | 47° 28′ 10″ nord, 0° 01′ 05″ est   | « PA00109221 » | Classé                                        | 1909                | Église Saint-Germain                                  |
| Manoir de la Touche                                       | Mouliherne               |                                                                       | 47° 27′ 47″ nord, 0° 00′ 41″ est   | « PA00109222 » | Inscrit                                       | 1963                | Image manquante Téléverser                            |
| Château du Fresne                                         | Noyant-Villages          | Auverse                                                               | 47° 30′ 25″ nord, 0° 04′ 34″ est   | « PA49000019 » | Inscrit                                       | 1999                | Image manquante Téléverser                            |
| Moulin à tan de Jau                                       | Noyant-Villages          | Breil                                                                 | 47° 28′ 10″ nord, 0° 09′ 46″ est   | « PA00108987 » | Inscrit                                       | 1984                | Image manquante Téléverser                            |
| Manoir de la Calvinière                                   | Noyant-Villages          | Auverse                                                               | 47° 29′ 27″ nord, 0° 02′ 23″ est   | « PA00108950 » | Inscrit                                       | 1986                | Image manquante Téléverser                            |
| Château de Lathan                                         | Noyant-Villages          | Breil                                                                 | 47° 28′ 11″ nord, 0° 09′ 50″ est   | « PA00109424 » | Inscrit Classé                                | 1990 1999           | Image manquante Téléverser                            |
| Dolmen de Chantepierre                                    | Noyant-Villages          | La Chantepierre Broc                                                  | 47° 34′ 25″ nord, 0° 10′ 29″ est   | « PA00108999 » | Classé                                        | 1983                | Dolmen de Chantepierre                                |
| Église Notre-Dame de Broc                                 | Noyant-Villages          | Broc                                                                  | 47° 34′ 47″ nord, 0° 09′ 56″ est   | « PA00109001 » | Inscrit Classé                                | 1926 1944           | Église Notre-Dame de Broc                             |
| Logis de Lizardière                                       | Noyant-Villages          | Broc                                                                  | 47° 35′ 10″ nord, 0° 11′ 56″ est   | « PA49000001 » | Inscrit                                       | 1996                | Logis de Lizardière                                   |
| Pierre couverte de la Planche                             | Noyant-Villages          | Pièce du Prieuré Broc                                                 | 47° 34′ 48″ nord, 0° 09′ 11″ est   | « PA00109000 » | Inscrit                                       | 1983                | Pierre couverte de la Planche                         |
| Château de Launay-Baffert                                 | Noyant-Villages          | Chavaignes                                                            | 47° 32′ 30″ nord, 0° 02′ 49″ est   | « PA00135545 » | Inscrit                                       | 1995                | Image manquante Téléverser                            |
| Église Saint-Pierre-Saint-Paul de Chigné                  | Noyant-Villages          | Chigné                                                                | 47° 34′ 59″ nord, 0° 05′ 13″ est   | « PA00109050 » | Classé                                        | 1974                | Église Saint-Pierre-Saint-Paul de Chigné              |
| Menhir et dolmen de l'Aurière                             | Noyant-Villages          | Chigné                                                                | 47° 35′ 11″ nord, 0° 08′ 24″ est   | « PA00109051 » | Classé                                        | 1983                | Menhir et dolmen de l'Aurière                         |
| Abbaye de la Boissière                                    | Noyant-Villages          | Dénezé-sous-le-Lude                                                   | 47° 31′ 51″ nord, 0° 08′ 09″ est   | « PA00109079 » | Classé Inscrit                                | 1923 1928 1954      | Abbaye de la Boissière                                |
| Église Saint-Jean-Baptiste de Dénezé-sous-le-Lude         | Noyant-Villages          | Dénezé-sous-le-Lude                                                   | 47° 31′ 47″ nord, 0° 08′ 02″ est   | « PA00109080 » | Inscrit                                       | 1963                | Église Saint-Jean-Baptiste de Dénezé-sous-le-Lude     |
| Manoir de Launay-le-Jeune                                 | Noyant-Villages          | Dénezé-sous-le-Lude                                                   | 47° 31′ 40″ nord, 0° 05′ 48″ est   | « PA00109081 » | Inscrit                                       | 1980                | Manoir de Launay-le-Jeune                             |
| Église Saint-Martin de Genneteil                          | Noyant-Villages          | Genneteil                                                             | 47° 35′ 32″ nord, 0° 02′ 58″ est   | « PA00109128 » | Classé                                        | 1969                | Église Saint-Martin de Genneteil                      |
| Manoir de Breil de Foin                                   | Noyant-Villages          | Genneteil                                                             | 47° 33′ 43″ nord, 0° 04′ 53″ est   | « PA00109129 » | Inscrit                                       | 1984                | Manoir de Breil de Foin                               |
| Château du Bouchet                                        | Noyant-Villages          | Lasse                                                                 | 47° 31′ 49″ nord, 0° 00′ 48″ ouest | « PA00109430 » | Inscrit Classé                                | 1991 1993           | Château du Bouchet                                    |
| Église Saint-Méen de Lasse                                | Noyant-Villages          | Lasse                                                                 | 47° 32′ 11″ nord, 0° 00′ 41″ est   | « PA00109146 » | Inscrit                                       | 1973                | Église Saint-Méen de Lasse                            |
| Église Saint-Martin-de-Vertou de Linières-Bouton          | Noyant-Villages          | Linières-Bouton                                                       | 47° 27′ 39″ nord, 0° 04′ 37″ est   | « PA00109147 » | Classé                                        | 1965                | Église Saint-Martin-de-Vertou de Linières-Bouton      |
| Manoir de Boisset                                         | Noyant-Villages          | Meigné-le-Vicomte                                                     | 47° 13′ 55″ nord, 0° 12′ 35″ ouest | « PA00109181 » | Classé                                        | 1968                | Image manquante Téléverser                            |
| Église Saint-Martin de Méon                               | Noyant-Villages          | Méon                                                                  | 47° 29′ 41″ nord, 0° 07′ 11″ est   | « PA00109183 » | Inscrit                                       | 1967                | Image manquante Téléverser                            |
| Château de la Bourgonnière                                | Orée d'Anjou             | Bouzillé                                                              | 47° 20′ 53″ nord, 1° 05′ 21″ ouest | « PA00108982 » | Classé Inscrit                                | 1924 1963 1995 2008 | Château de la Bourgonnière                            |
| Château de la Mauvoisinière                               | Orée d'Anjou             | Bouzillé                                                              | 47° 19′ 54″ nord, 1° 05′ 54″ ouest | « PA00108983 » | Classé Inscrit                                | 1988 2005           | Image manquante Téléverser                            |
| Château de Champtoceaux                                   | Orée d'Anjou             | Champtoceaux                                                          | 47° 20′ 14″ nord, 1° 16′ 13″ ouest | « PA49000077 » | Inscrit                                       | 2009                | Château de Champtoceaux                               |
| Manoir de la Hamelinière                                  | Orée d'Anjou             | Champtoceaux                                                          | 47° 18′ 55″ nord, 1° 14′ 34″ ouest | « PA00109019 » | Inscrit                                       | 1968                | Image manquante Téléverser                            |
| Moulin pendu                                              | Orée d'Anjou             | Champtoceaux                                                          | 47° 20′ 22″ nord, 1° 16′ 26″ ouest | « PA00109020 » | Classé                                        | 1975                | Moulin pendu                                          |
| Château de la Turmelière                                  | Orée d'Anjou             | Liré                                                                  | 47° 20′ 11″ nord, 1° 11′ 05″ ouest | « PA00109152 » | Inscrit                                       | 1941                | Château de la Turmelière                              |
| Château de La Varenne                                     | Orée d'Anjou             | La Varenne                                                            | 47° 18′ 54″ nord, 1° 19′ 20″ ouest | « PA00109452 » | Inscrit                                       | 1992                | Image manquante Téléverser                            |
| Clos d'entre les Murs                                     | Parnay                   |                                                                       | 47° 13′ 46″ nord, 0° 00′ 13″ ouest | « PA49000082 » | Inscrit                                       | 2011                | Image manquante Téléverser                            |
| Église Saint-Pierre                                       | Parnay                   |                                                                       | 47° 13′ 53″ nord, 0° 00′ 30″ est   | « PA00109226 » | Classé                                        | 1950                | Église Saint-Pierre                                   |
| Château de Passavant                                      | Passavant-sur-Layon      |                                                                       | 47° 06′ 19″ nord, 0° 23′ 25″ ouest | « PA49000023 » | Inscrit                                       | 1999                | Image manquante Téléverser                            |
| Église Saint-Étienne                                      | Passavant-sur-Layon      |                                                                       | 47° 06′ 26″ nord, 0° 23′ 26″ ouest | « PA00109227 » | Classé                                        | 1926                | Image manquante Téléverser                            |
| Église Saint-Aubin                                        | La Pellerine             | Place de l'Église                                                     | 47° 27′ 44″ nord, 0° 07′ 21″ est   | « PA49000063 » | Inscrit                                       | 2006                | Église Saint-Aubin                                    |
| Église Notre-Dame                                         | Le Puy-Notre-Dame        |                                                                       | 47° 07′ 30″ nord, 0° 14′ 06″ ouest | « PA00109241 » | Classé                                        | 1862                | Église Notre-Dame                                     |
| Château de Marson                                         | Rou-Marson               |                                                                       | 47° 15′ 05″ nord, 0° 08′ 46″ ouest | « PA00109442 » | Inscrit                                       | 1991                | Château de Marson                                     |
| Église Sainte-Croix                                       | Rou-Marson               |                                                                       | 47° 15′ 04″ nord, 0° 08′ 49″ ouest | « PA00109249 » | Inscrit                                       | 1968                | Église Sainte-Croix                                   |
| Église Saint-Sulpice                                      | Rou-Marson               |                                                                       | 47° 14′ 03″ nord, 0° 09′ 23″ ouest | « PA00109250 » | Inscrit                                       | 1968                | Église Saint-Sulpice                                  |
| Église Saint-Clément                                      | Saint-Clément-des-Levées | Place Michel Pruvost                                                  | 47° 19′ 51″ nord, 0° 11′ 04″ ouest | « PA00109435 » | Inscrit                                       | 1991                | Église Saint-Clément                                  |
| Château d'Étiau                                           | Saint-Philbert-du-Peuple |                                                                       | 47° 24′ 12″ nord, 0° 04′ 10″ ouest | « PA49000104 » | Inscrit                                       | 2023                | Image manquante Téléverser                            |
| Église Saint-Philbert                                     | Saint-Philbert-du-Peuple |                                                                       | 47° 23′ 35″ nord, 0° 02′ 37″ ouest | « PA00109285 » | Inscrit                                       | 1972                | Église Saint-Philbert                                 |
| Église Notre-Dame                                         | La Séguinière            |                                                                       | 47° 03′ 44″ nord, 0° 56′ 23″ ouest | « PA00109354 » | Inscrit                                       | 1986                | Église Notre-Dame                                     |
| Chapelle Saint-Jean                                       | Sèvremoine               | Rue Saint-Jean, D762 Montfaucon-Montigné                              | 47° 06′ 01″ nord, 1° 07′ 22″ ouest | « PA00109188 » | Classé                                        | 1973                | Chapelle Saint-Jean                                   |
| Moulins à vent des Grands Jardins                         | Sèvremoine               | Les Grands Jardins Montfaucon-Montigné                                | 47° 05′ 21″ nord, 1° 08′ 04″ ouest | « PA00109191 » | Inscrit                                       | 1976                | Image manquante Téléverser                            |
| Menhir du moulin à vent de Normandeau                     | Sèvremoine               | Le Champ du Moulin La Renaudière                                      | 47° 06′ 31″ nord, 1° 04′ 11″ ouest | « PA00109243 » | Classé                                        | 1983                | Menhir du moulin à vent de Normandeau                 |
| Pierre levée de Charbonneau                               | Sèvremoine               | Le Champ de Pierres La Renaudière                                     | 47° 06′ 17″ nord, 1° 04′ 49″ ouest | « PA00109244 » | Inscrit                                       | 1983                | Pierre levée de Charbonneau                           |
| Menhir de la Haute-Borne                                  | Sèvremoine               | Saint-Germain-sur-Moine                                               | à géolocaliser                     | « PA00109272 » | Classé                                        | 1889                | Menhir de la Haute-Borne                              |
| Chapelle de la Bernardière                                | Sèvremoine               | Saint-Macaire-en-Mauges                                               | 47° 07′ 33″ nord, 0° 57′ 54″ ouest | « PA00109419 » | Inscrit                                       | 1989                | Image manquante Téléverser                            |
| Grande Pierre Levée                                       | Sèvremoine               | La Bouteillière Saint-Macaire-en-Mauges                               | 47° 06′ 15″ nord, 1° 02′ 09″ ouest | « PA00109274 » | Classé                                        | 1941                | Grande Pierre Levée                                   |
| Colonne de Torfou                                         | Sèvremoine               | La Colonne Torfou                                                     | 47° 01′ 55″ nord, 1° 05′ 32″ ouest | « PA49000090 » | Inscrit                                       | 2012                | Colonne de Torfou                                     |
| Château de Somloire                                       | Somloire                 |                                                                       | 47° 02′ 03″ nord, 0° 36′ 25″ ouest | « PA00109360 » | Inscrit                                       | 1974                | Image manquante Téléverser                            |
| Château de la Bien-Boire                                  | Souzay-Champigny         |                                                                       | 47° 13′ 50″ nord, 0° 00′ 36″ ouest | « PA00109443 » | Inscrit                                       | 1991                | Image manquante Téléverser                            |
| Clos Cristal                                              | Souzay-Champigny         |                                                                       | 47° 12′ 35″ nord, 0° 01′ 56″ ouest | « PA49000083 » | Inscrit                                       | 2011                | Image manquante Téléverser                            |
| Église Saint-Maurice                                      | Souzay-Champigny         |                                                                       | 47° 14′ 05″ nord, 0° 00′ 18″ ouest | « PA00109369 » | Classé                                        | 1949                | Image manquante Téléverser                            |
| Manoir de la Vignolle                                     | Souzay-Champigny         |                                                                       | 47° 14′ 16″ nord, 0° 00′ 39″ ouest | « PA00109421 » | Inscrit                                       | 1990                | Image manquante Téléverser                            |
| Château de la Grézille                                    | Tuffalun                 | Ambillou-Château                                                      | 47° 15′ 51″ nord, 0° 20′ 34″ ouest | « PA00108856 » | Inscrit Classé                                | 1988 1992           | Château de la Grézille                                |
| Église Saint-Maurice de Louerre                           | Tuffalun                 | Louerre                                                               | 47° 17′ 47″ nord, 0° 19′ 27″ ouest | « PA00109157 » | Inscrit                                       | 1984                | Église Saint-Maurice de Louerre                       |
| Manoir de Vau                                             | Tuffalun                 | Louerre                                                               | 47° 17′ 33″ nord, 0° 19′ 09″ ouest | « PA00109158 » | Inscrit                                       | 1965                | Image manquante Téléverser                            |
| Église Saint-Aubin                                        | Turquant                 |                                                                       | 47° 13′ 24″ nord, 0° 01′ 43″ est   | « PA00109386 » | Classé                                        | 1967                | Église Saint-Aubin                                    |
| Manoir de la Chauvellière                                 | Turquant                 |                                                                       | 47° 12′ 23″ nord, 0° 01′ 52″ est   | « PA00109391 » | Inscrit                                       | 1973                | Image manquante Téléverser                            |
| Manoir de la Vignole                                      | Turquant                 | La Vignole                                                            | 47° 13′ 17″ nord, 0° 02′ 14″ est   | « PA00109387 » | Inscrit                                       | 1968                | Image manquante Téléverser                            |
| Moulin de la Herpinière                                   | Turquant                 |                                                                       | 47° 12′ 30″ nord, 0° 02′ 14″ est   | « PA00109389 » | Inscrit                                       | 1982                | Moulin de la Herpinière                               |
| Moulin à vent du Val Hulin                                | Turquant                 |                                                                       | 47° 13′ 28″ nord, 0° 01′ 28″ est   | « PA00109388 » | Classé                                        | 1963                | Moulin à vent du Val Hulin                            |
| Pavillon de la Vignole                                    | Turquant                 | La Vignole                                                            | 47° 13′ 16″ nord, 0° 02′ 19″ est   | « PA00109390 » | Inscrit                                       | 1975                | Image manquante Téléverser                            |
| Église Saint-Vincent                                      | Les Ulmes                |                                                                       | 47° 13′ 11″ nord, 0° 10′ 43″ ouest | « PA00109393 » | Inscrit                                       | 1972                | Image manquante Téléverser                            |
| Pierre couverte de Mousseau                               | Les Ulmes                | La Pierre Couverte                                                    | 47° 13′ 18″ nord, 0° 10′ 17″ ouest | « PA00109392 » | Inscrit                                       | 1984                | Pierre couverte de Mousseau                           |
| Église Saint-Martin-de-Vertou                             | Varennes-sur-Loire       |                                                                       | 47° 14′ 18″ nord, 0° 03′ 17″ est   | « PA00109396 » | Inscrit                                       | 1972                | Image manquante Téléverser                            |
| Ferme de Mongeville                                       | Varennes-sur-Loire       |                                                                       | 47° 15′ 22″ nord, 0° 01′ 17″ est   | « PA49000013 » | Inscrit                                       | 1997                | Image manquante Téléverser                            |
| Gare                                                      | Varennes-sur-Loire       |                                                                       | 47° 15′ 18″ nord, 0° 03′ 01″ est   | « PA00109397 » | Inscrit                                       | 1984                | Image manquante Téléverser                            |
| Moulin à vent de La Croix-des-Noues                       | Varennes-sur-Loire       | La Croix des Noues                                                    | 47° 14′ 31″ nord, 0° 02′ 37″ est   | « PA00109398 » | Inscrit                                       | 1977                | Image manquante Téléverser                            |
| Moulins à vent du Champ des Îles                          | Varennes-sur-Loire       | Le Champ des Iles                                                     | 47° 14′ 21″ nord, 0° 02′ 50″ est   | « PA00109399 » | Inscrit                                       | 1977                | Moulins à vent du Champ des Îles                      |
| Logis de Varrains                                         | Varrains                 | Grande-Rue 100                                                        | 47° 13′ 13″ nord, 0° 03′ 25″ ouest | « PA49000014 » | Inscrit                                       | 1997                | Image manquante Téléverser                            |
| Église Saint-Pierre                                       | Vaudelnay                | 2 place des Deux-Provinces                                            | 47° 08′ 20″ nord, 0° 12′ 23″ ouest | « PA49000070 » | Inscrit                                       | 2007                | Église Saint-Pierre                                   |
| Menhir du Grésil                                          | Vaudelnay                | Les Bas-Prés                                                          | 47° 07′ 47″ nord, 0° 10′ 12″ ouest | « PA00109118 » | Inscrit                                       | 1967                | Image manquante Téléverser                            |
| Abbaye de Louroux                                         | Vernantes                |                                                                       | 47° 25′ 17″ nord, 0° 01′ 33″ est   | « PA49000078 » | Inscrit                                       | 2008                | Image manquante Téléverser                            |
| Église Notre-Dame                                         | Vernantes                |                                                                       | 47° 23′ 37″ nord, 0° 03′ 14″ est   | « PA00109400 » | Inscrit                                       | 1964                | Église Notre-Dame                                     |
| Château de la Ville-au-Fourrier                           | Vernoil-le-Fourrier      |                                                                       | 47° 24′ 15″ nord, 0° 04′ 49″ est   | « PA49000032 » | Inscrit                                       | 2001                | Image manquante Téléverser                            |
| Église Saint-Vincent                                      | Vernoil-le-Fourrier      |                                                                       | 47° 23′ 13″ nord, 0° 04′ 43″ est   | « PA00109401 » | Inscrit                                       | 1969                | Église Saint-Vincent                                  |
| Prieuré de Vernoil-le-Fourrier                            | Vernoil-le-Fourrier      |                                                                       | 47° 23′ 11″ nord, 0° 04′ 44″ est   | « PA00109402 » | Inscrit                                       | 1975                | Prieuré de Vernoil-le-Fourrier                        |
| Église Saint-André                                        | Verrie                   |                                                                       | 47° 15′ 56″ nord, 0° 10′ 46″ ouest | « PA00109403 » | Inscrit                                       | 1926                | Église Saint-André                                    |
| Château de Launay                                         | Villebernier             |                                                                       | 47° 15′ 51″ nord, 0° 02′ 25″ ouest | « PA00109407 » | Classé Inscrit                                | 1963                | Image manquante Téléverser                            |
| Église Saint-Mainbœuf                                     | Villebernier             | Le Bourg                                                              | 47° 15′ 11″ nord, 0° 01′ 49″ ouest | « PA00109408 » | Inscrit                                       | 1962                | Image manquante Téléverser                            |
| Château des Coutures                                      | Vivy                     |                                                                       | 47° 20′ 04″ nord, 0° 03′ 19″ ouest | « PA49000007 » | Inscrit                                       | 1996                | Image manquante Téléverser                            |